# Haraucourt-sur-Seille

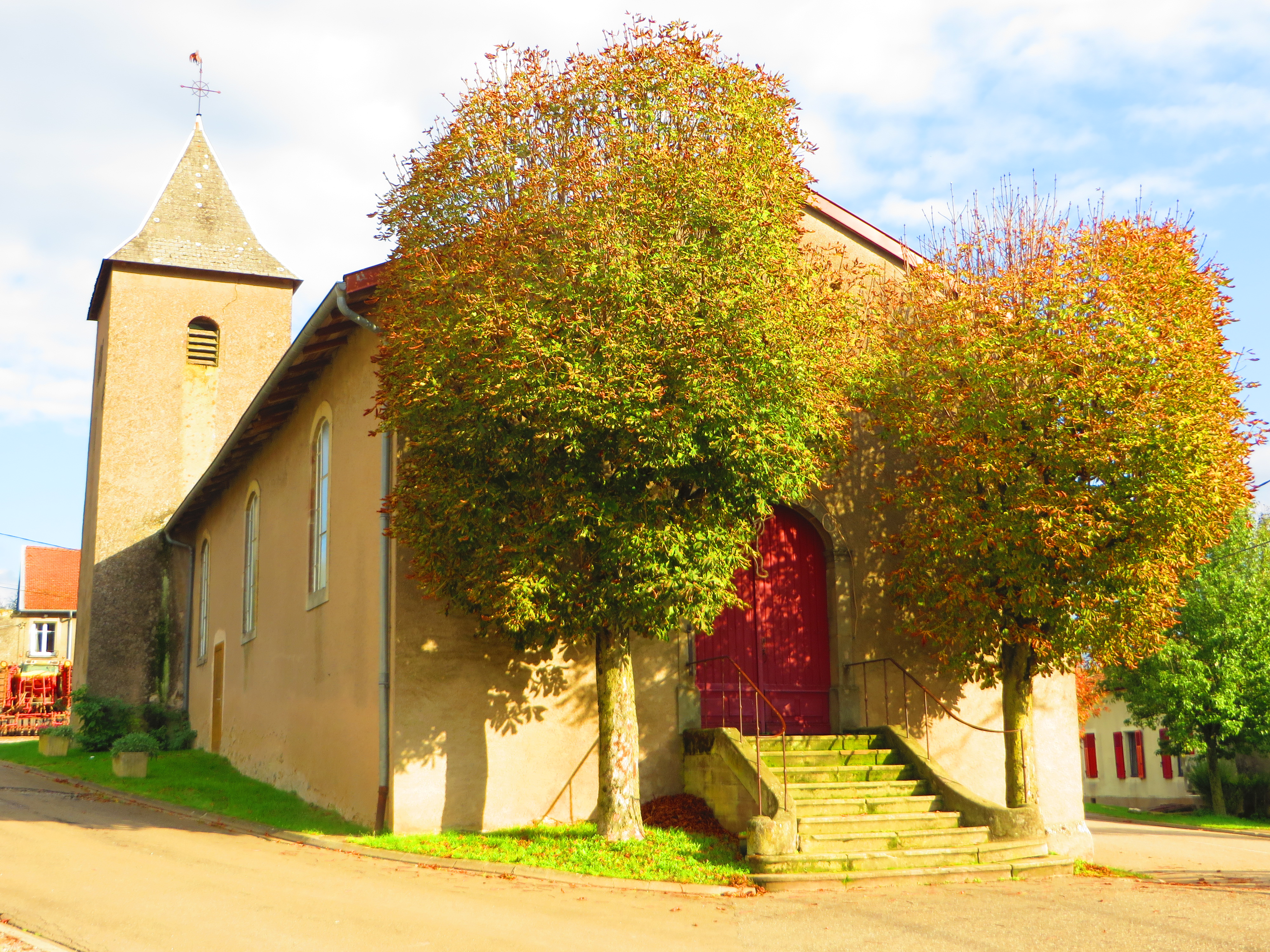
Kirche St. Croix

Haraucourt-sur-Seille (deutsch Harraucourt an der Seille) ist eine französische Gemeinde mit 109 Einwohnern (Stand 1. Januar 2022) im Département Moselle in der Region Grand Est (bis 2015 Lothringen).

## Geographie
Die Gemeinde Haraucourt liegt in Lothringen im Tal der oberen Seille im Saulnois (Salzgau), 55 Kilometer südöstlich von Metz und sieben Kilometer südöstlich von Château-Salins, zwischen Château-Salins und Dieuze, ganz nahe bei Marsal.  Im Norden der Gemarkung liegt der Hof Voitrebolle (1915–1919 Watterboll).
Das Gemeindegebiet ist Teil des Regionalen Naturparks Lothringen. 

## Geschichte

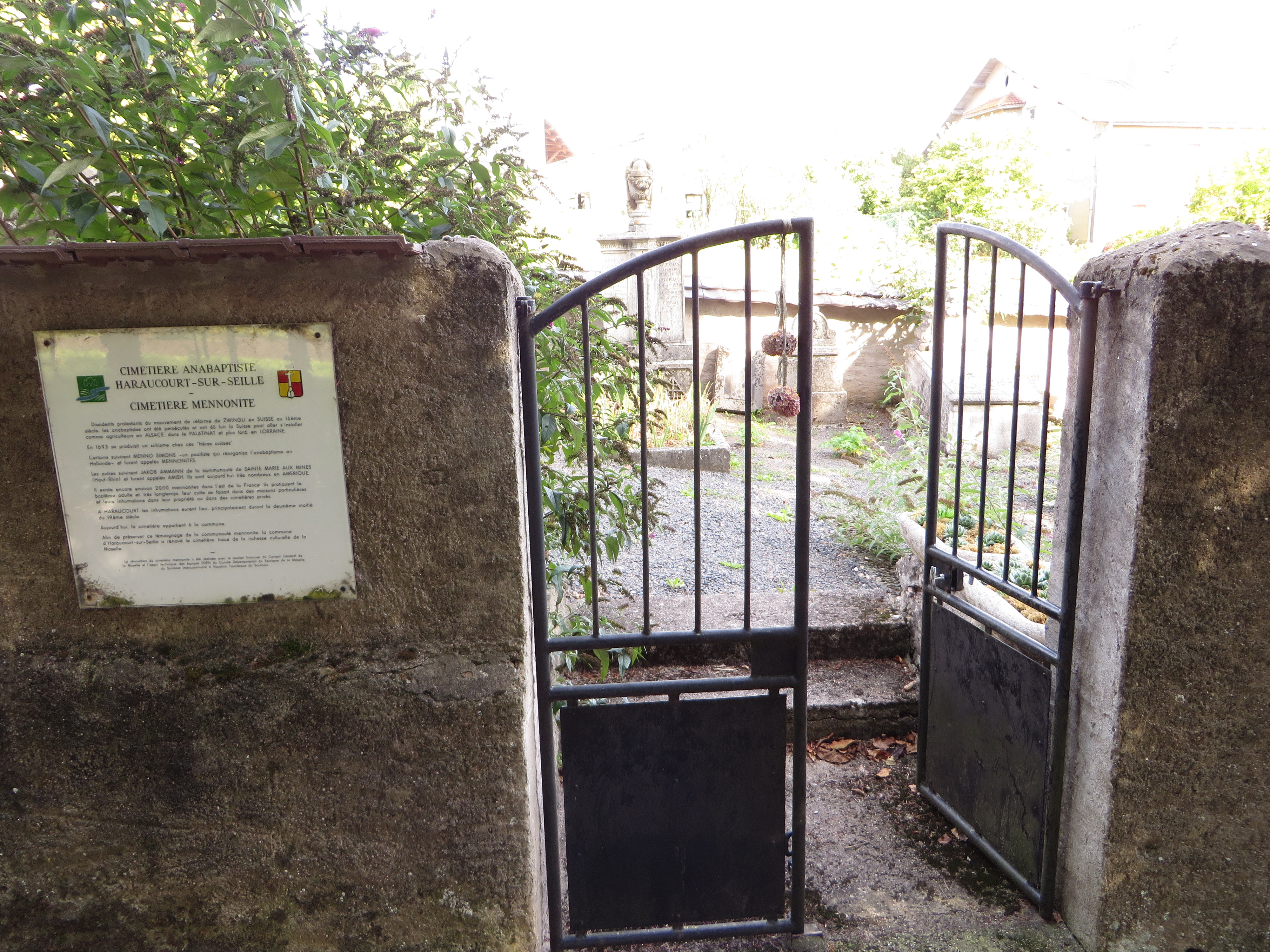
Mennonitischer Friedhof, angelegt im 18. Jahrhundert

Die Ortschaft kam 1593 durch Tausch vom Bistum Metz an Herzog Karl III. von Lothringen.  Das Dorf wurde 1766 Frankreich einverleibt. 
Das 1577 zerstörte Kloster der Augustiner-Chorherren in Saint-Sauveur in den Vogesen besaß hier einst Güter. Durch die Gemarkung führte in älterer Zeit eine Römerstraße. Harraucourt hatte früher eine Saline und eine Mühle, die schon vor 1871 eingegangen waren.
Durch den Frankfurter Frieden vom 10. Mai 1871 kam die Region an das deutsche Reichsland Elsaß-Lothringen, und das Dorf wurde dem Kreis Château-Salins im Bezirk Lothringen zugeordnet. Die Dorfbewohner betrieben Getreide-, Wein-, Tabak-, Obst- und Gemüsebau sowie Pferdezucht.
Nach dem Ersten Weltkrieg musste die Region aufgrund der Bestimmungen des Versailler Vertrags 1919 an Frankreich abgetreten werden. Im Zweiten Weltkrieg war die Region von der deutschen Wehrmacht besetzt.
Die deutsche Ortsbezeichnung 1871 bis 1915 war Harraucourt (mit doppeltem ‚r‘), danach Haraldshofen.
Es existiert ein mennonitischer Friedhof, der Gräber von ca. 1871 bis 1910 enthält.

### Bevölkerungsentwicklung
| Jahr      | 1962 | 1968 | 1975 | 1982 | 1990 | 1999 | 2007 | 2019 |
| Einwohner | 128  | 139  | 118  | 129  | 136  | 126  | 123  | 106  |

## Wappen
Die rot-goldene Vierung entspricht dem Wappen von Marsal, zu dessen Burgbezirk (Châtellenie) Haraucourt gehörte. Der Dreiberg mit dem Kreuz symbolisiert das Patronat der Kreuzerhöhung, unter dem die Dorfkirche steht.